# Wat Arun
Wat Arun (thailändisch วัด อรุณ [wát ʔarun], deutsch ‚Tempel des Aruna/Morgenrot‘, ehemals วัด แจ้ง Wat Chaeng) ist ein buddhistischer Tempel (Wat) in Bangkoks Ortsteil Bangkok Yai am westlichen Ufer des Mae Nam Chao Phraya (Chao-Phraya-Fluss). Beim Wat Arun handelt es sich um einen königlichen Tempel Erster Klasse. Der vollständige Name des Tempels lautet Wat Arun Ratchawararam Ratchaworamaha Wihan (วัด อรุณ ราชวราราม ราชวรมหา วิหาร).

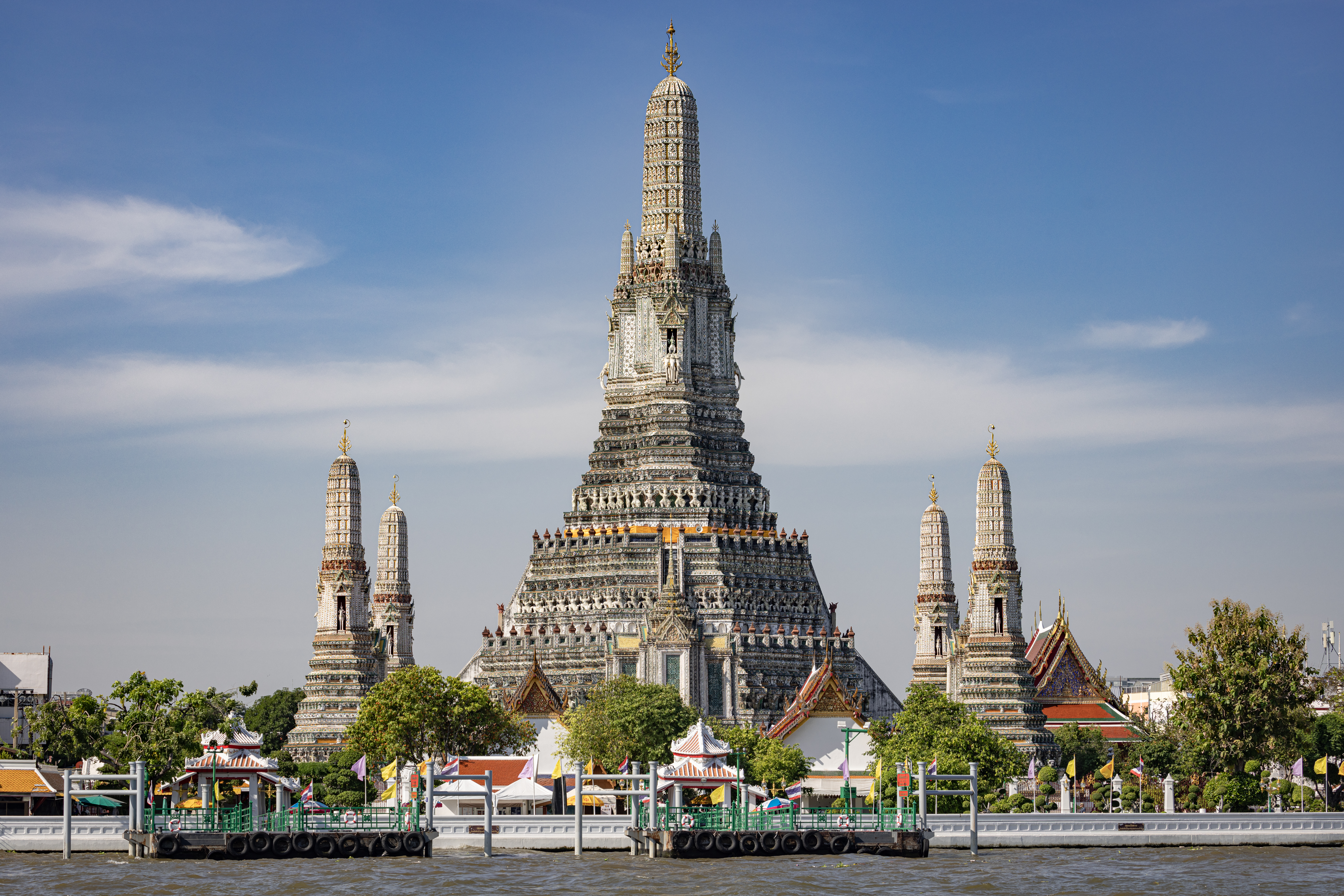
Wat Arun
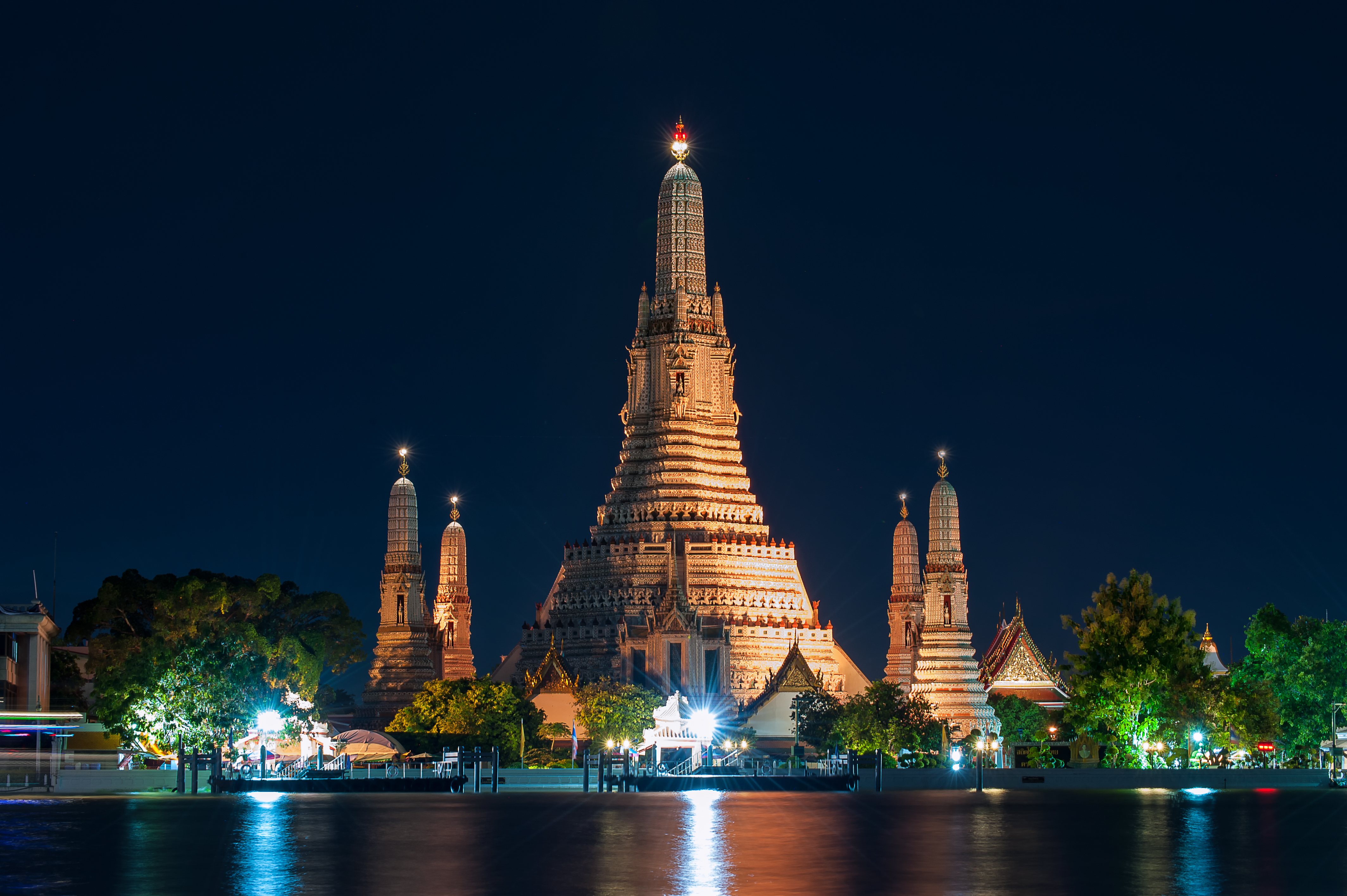
Beleuchteter Wat Arun bei Nacht

## Historisches
Der Tempel wurde während der Ayutthaya-Periode errichtet und hieß ursprünglich Wat Makok (วัด มะกอก ‚Oliven-Tempel‘). Als nach dem Fall Ayutthayas Thonburi die Hauptstadt des neuen siamesischen Reiches wurde, baute König Taksin im Jahre 1768 seinen Palast auf dem Gebiet des alten Fort Wichayen, welches bereits seit Anfang des 16. Jahrhunderts den Eingang per Schiff zum siamesischen Reich bewacht. In das Palastgelände eingeschlossen wurden zwei Tempel, Wat Makok und Wat Tai Talad (heute Wat Moli Lokayaram). In beiden Tempeln durften sodann keine Mönche mehr leben, wie es heute auch im Wat Phra Kaeo der Fall ist, der auf dem Gelände des Grand Palace liegt. Der König änderte dabei den Namen von Wat Makok in Wat Chaeng (วัด แจ้ง). Als Chao Phraya Chakri, der spätere König Phra Phutthayotfa Chulalok (Rama I.) den Smaragd-Buddha, den er in Vientiane erbeutet hatte, in einer feierlichen Prozession in die Hauptstadt brachte, bekam die heilige Buddha-Statue im Tempel des Königs, im Wat Chaeng ihre vorläufige Unterkunft.

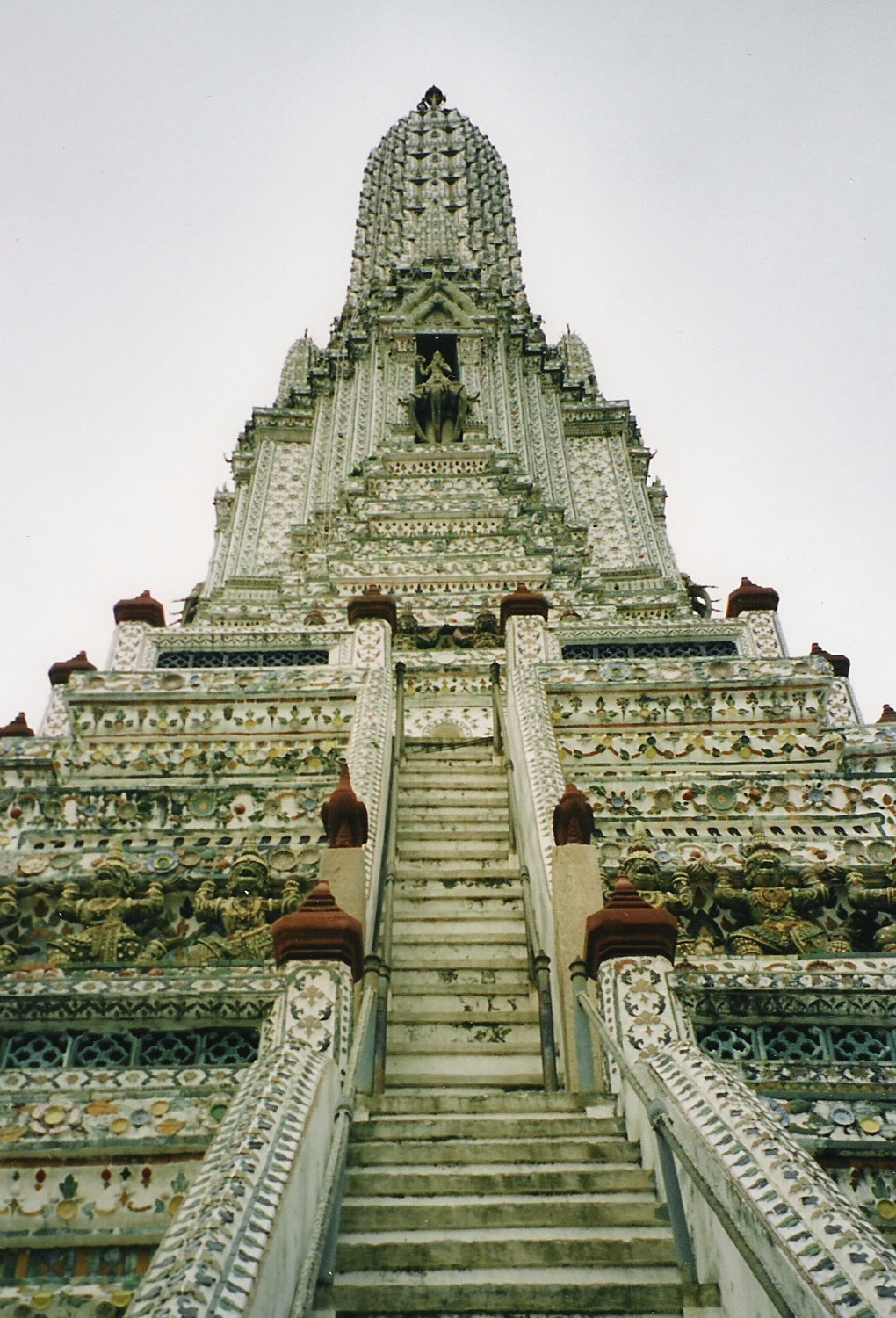
Der zentrale Prang

Nach dem Sturz von Taksin dem Großen baute König Phra Phutthayotfa dem Smaragd-Buddha einen neuen Tempel auf dem gegenüber liegenden Flussufer, wohin er 1784 umzog. Anschließend reduzierte er das Palastgelände und lud neue Mönche ein, in die verwaisten Tempel einzuziehen. Während der Regierungszeit von König Phra Phutthayotfa restaurierte der Kronprinz – der zukünftige Rama II. – den Tempel Wat Chaeng, indem er den damals nur 16 m hohen Prang auf die heutige Größe erhöhte, wie es einer grandiosen „Hauptstadt der Engel“ würdig ist. Als König Phutthaloetla Naphalai (Rama II.) gab er dem Tempel den Namen Wat Arunratchatharam. Die Umbauarbeiten wurden erst unter König Nang Klao (Rama III.) beendet. König Mongkut (Rama IV.) gab ihm den heutigen Namen Wat Arunratchawararam.
Der Phra Racha Wang Derm, der „ursprüngliche Palast“ von König Taksin, wie er heute noch heißt, ist restauriert worden. Er liegt direkt südlich des Wat Arun auf dem Gelände der thailändischen Marine, wie auch die Überreste des Wichayen Forts, welches später in Wichaiprasit Fort umbenannt wurde. Die alten Befestigungen des Forts sind heute noch vom Fluss aus an der Mündung des Klong Bangkok Yai zu sehen. Der direkte Zutritt ist für die Öffentlichkeit nicht mehr möglich.
Als ein Zeichen der sich ändernden Zeiten wurde 2005 der Amerikaner Sean Patrik als erster Ausländer in der 300-jährigen Geschichte des Tempels zum Mönch ordiniert.

## Gebäude

### Der zentrale Prang

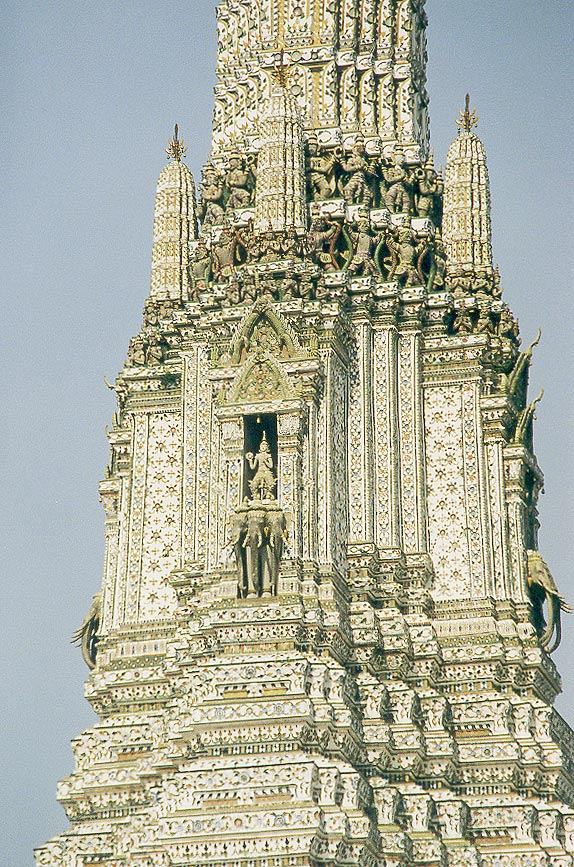
Detailansicht des Prang

Den Mittelpunkt vom Wat Arun bildet Phra Prang, wie der zentrale Prang ehrfurchtsvoll genannt wird. Vier steile Treppen an den vier Seiten verbinden insgesamt vier Ebenen, auf denen der Phra Prang umrundet werden kann. Auf der untersten Ebene befinden sich an den vier Ecken des quadratischen Grundrisses vier kleinere Prang. Sie sind dem Windgott Phra Phai gewidmet, dessen Statue auf einem weißen Pferd sitzend aus kleinen Alkoven in alle vier Himmelsrichtungen blickt. Die Treppenaufgänge sind jeweils von übergroßen Steinstatuen chinesischer Krieger flankiert. Die zweite Ebene wird von Dämonen (Yakshas) als Karyatiden getragen. Hier befinden sich an den vier Seiten vier portalartige Mondop, in denen wichtige Stationen im Leben des Buddha abgebildet sind wie z. B. seine Geburt und die Erleuchtung. Zwischen diesen Ebenen sind kleine Nischen eingerichtet, in den Kinnara- und Kinnari-Figuren (mythologische Wesen – halb Mensch, halb Vogel, Bewohner des Himaphan-Waldes an den Hängen des Berges Meru) abgebildet sind. Die dritte Ebene wird von Affen getragen, Charakteren aus dem Ramakien-Epos. Auch hier gibt es Nischen mit Kinnari-Figuren. Die vierte und oberste Ebene schließlich wird von Devatas, himmlischen Wesen, getragen. Über den Treppen befinden sich auf allen vier Seiten kleine Alkoven mit Statuen des Hindu-Gottes Indra, dem Herrscher des Tavatimsa-Himmels. Er reitet auf seinem traditionellen Reittier, dem dreiköpfigen Elefanten Erawan. Die Spitze des Turms wird von Figuren des Gottes Vishnu getragen, der auf dem mystischen Vogel Garuda reitet. Auf der Spitze des Turms ist – wie traditionell für einen Prang üblich – ein Vajra angebracht, die „Waffe Indras“, die wiederum von einer goldenen Krone gekrönt wird, die ursprünglich für eine Buddha-Statue vorgesehen war. König Nang Klao (Rama III.) jedoch ordnete an, dass bei der Einweihung der Vergrößerung des Phra Prang diese Krone zuoberst gesetzt werden solle.
Die Höhe des Prang wird in unterschiedlichen Quellen mit 66 oder 67 m, 80 m bis 86 m angegeben. Der Umfang bemisst sich auf 234 m.

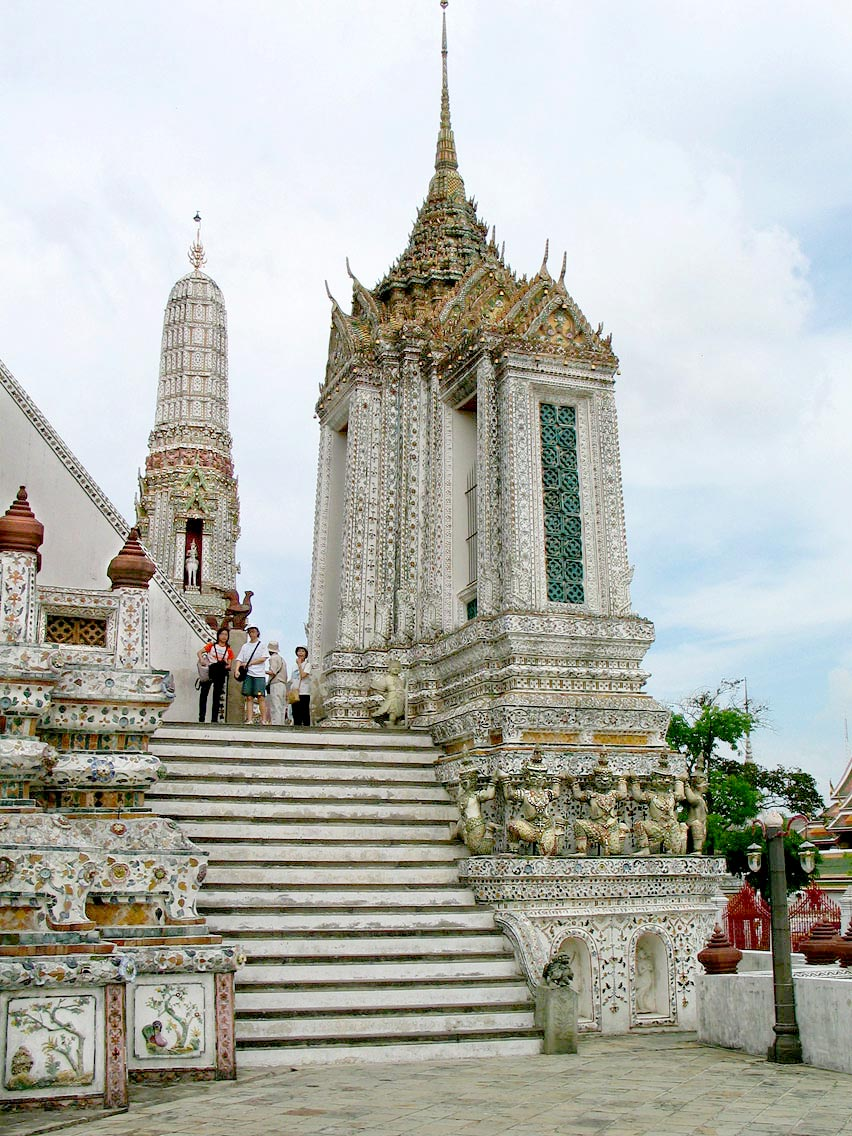
Kleiner Prang mit Windgott, Mondop, Dämonen-Träger

Der gesamte Komplex ist mit einem Mosaik aus buntem chinesischen Porzellan und Muscheln überzogen, insgesamt etwa eine Million Teile, die sich zu Blumenmustern arrangieren.

### Die kleinen Wihan
Direkt östlich des Phra Prang liegen zwei kleinere Gebäude, der Wihan Noi („kleiner Wihan“) und der Bot Noi („kleiner Ubosot“). Beide sind durch einen kleinen Torbogen miteinander verbunden, der den Eingang für die Touristen zur Hauptsehenswürdigkeit darstellt. Die beiden Gebäude stammen noch aus der Ayutthaya-Zeit. Das nördliche Gebäude ist der Bot Noi. Er war der ursprüngliche Ubosot des Tempels, in dem König Taksin seine Mönchszeit verbrachte. Hier befindet sich noch die königliche Couch, die aus einem einzigen Teakholz-Stamm gefertigt wurde.
Im Wihan Noi steht die sog. Chulamani-Pagode, eine Metall-Chedi, an deren vier Ecken die „Wächter der vier Himmelsrichtungen“ böse Einflüsse aus allen Richtungen abwehren.

### Der Torbogen mit Krone

Eingangsportal mit Yaksha-Wächtern

Nördlich des Phra Prang befindet sich das Eingangsportal zum Ubosot, welches aus einem barocken, mit einer Krone (Mongkut) gedeckten Einlasspforte besteht. Sie ist mit farbiger Keramik und Stuck verziert und von zwei Zellen flankiert, in denen Statuen von zwei Männern stehen, Nai Ruang und Nai Nok, die im Ruf besonderer Frömmigkeit standen. Vor dem Portal befinden sich zwei riesige mit Fayencen überkleidete Wächterstatuen (Yakshas). Sie entsprechen den Statuen, die im Wat Phra Kaeo die Eingänge bewachen. Die Figuren stammen aus dem Ramakien, der thailändischen Version des großen indischen Epos Ramayana. Der Weiße heißt „Sahassa Deja“ und der Grüne wird „Thosakan“ (der Ravana aus dem Ramayana) genannt.

### Die Ordinationshalle

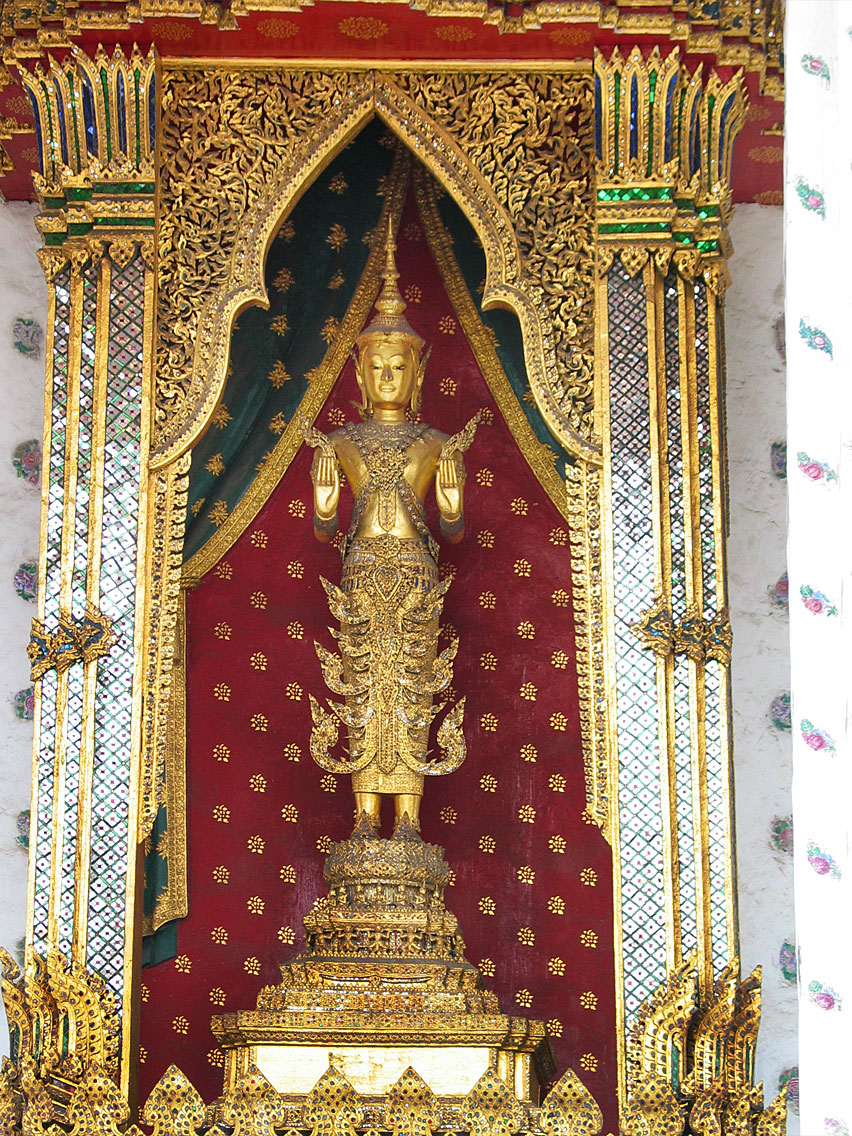
Phra Phuttharup Narumit

Die Ordinationshalle (Ubosot) ist von einem Wandelgang (Phra Rabieng, auch Phra Wihan Khot genannt) umgeben. Er wurde in der Regierungszeit von König Phutthaloetla (Rama II.) aus Ziegelsteinen gebaut, das Dach ist mit grünen und orangefarbenen Keramik-Kacheln gedeckt. In der Galerie sitzen Reihen von Buddha-Statuen vor bemalten Wänden, alle in der Haltung „Unterwerfung des Mara“. Vor den Eingängen zum Innenhof stehen Paare von Elefanten aus Bronze. Im marmor-gefliesten Innenhof stehen zahlreiche Stein-Skulpturen von Kriegern und Edelfrauen, Weisen und Singhas (mythologische Löwen) sowie Kindern mit Haustieren chinesischen Ursprungs. Sie wurden vor über 100 Jahren als Ballast in den Handelsschiffen von China nach Siam gebracht.
Die Ordinationshalle steht symmetrisch mitten im Innenhof. Sie wurde zur Regierungszeit von König Phutthaloetla (Rama II.) aus gemauerten Ziegeln im Stil der Ayutthaya-Periode erbaut. Das Dach ist mit orangefarbenen und grünen Keramik-Kacheln gedeckt. Es wird von weißen, achteckigen Säulen mit vergoldeten Lotus-Kapitellen getragen. Zwischen den beiden östlichen und den westlichen Eingängen des Ubosot ist Phra Phuttharup Narumit, eine stehende Buddha-Statue in „königlichem Ornat“ in einem eigenen Alkoven dargestellt. Die Innenwände der Ordinationshalle sind mit Wandmalereien bemalt, die Geschichten aus den letzten zehn Leben des Buddha („Jataka“) darstellen. Die Originale wurden in der Regierungszeit von König Chulalongkorn (Rama V.) durch ein Feuer zerstört, aber im Auftrag des Königs wieder erneuert.
Die Haupt-Buddha-Statue im Ubosot ist in der Handhaltung „Unterwerfung des Mara“ dargestellt. Der Legende nach soll König Phutthaloetla (Rama II.) sie eigenhändig modelliert haben. Er hat sie „Phra Buddha Dhammamitsara Ratchalokathatdilok“ genannt. In ihrem Sockel wird die Asche des Königs aufbewahrt.

### Sala Tha Nam

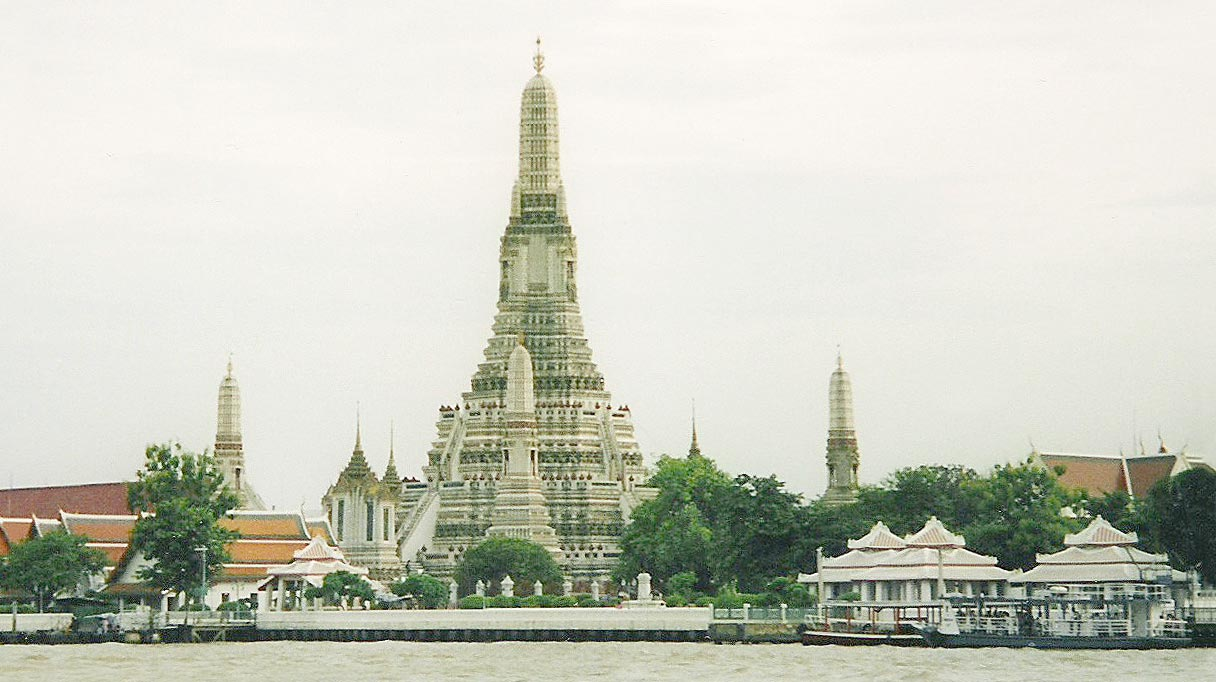
Wat Arun mit den Sala Tha Nam rechts außen

Östlich des Phra Prang am Fluss stehen sechs Pavillons (Sala) in chinesischem Stil, welcher auf Thai Kaeng Chin („Chinesischer Schrein“) genannt wird. Die Pavillons sind aus grünem Granit und haben Landungsbrücken zum Fluss hin.

### Der Wihan
„Hinter“, also westlich des Phra Prang und südlich der Ordinationshalle befindet sich ein Wihan, der im Stil der Thonburi-Periode errichtet wurde. Die Außenwände sind mit farbigen Kacheln, das Dach ebenfalls mit grünen und orangefarbenen Keramik-Kacheln bedeckt. Im Innern befindet sich eine Buddha-Statue aus vergoldetem Kupfer aus der Regierungszeit von König Nang Klao (Rama III.), in dessen Brust im September 1953 angeblich eine Reliquie des Buddha gefunden wurde. Die Statue sitzt in der Haltung „Unterwerfung des Mara“ und hat eine Spannweite von 3 m von Knie zu Knie. Sie hat den wohl längsten Namen einer Buddha-Statue in Thailand: Phra Phuttha Champhunut Mahaburutlakkhana Asitayanubopit. Eine weitere, kleinere Bronze-Statue mit Namen Phra Arun, auch Phra Chaeng genannt, wurde im Jahre 1858 aus Vientiane hierher gebracht.
Es war ebenfalls dieser Wihan, in dem für fünf Jahre der Smaragd-Buddha untergebracht war, der im Jahre 1779 in Vientiane erbeutet wurde. König Phutthayotfa Chulalok (Rama I.) ließ für ihn am gegenüberliegenden Ufer den Wat Phra Kaeo bauen, wohin er am 22. März 1784 gebracht wurde.

### Der Mondop

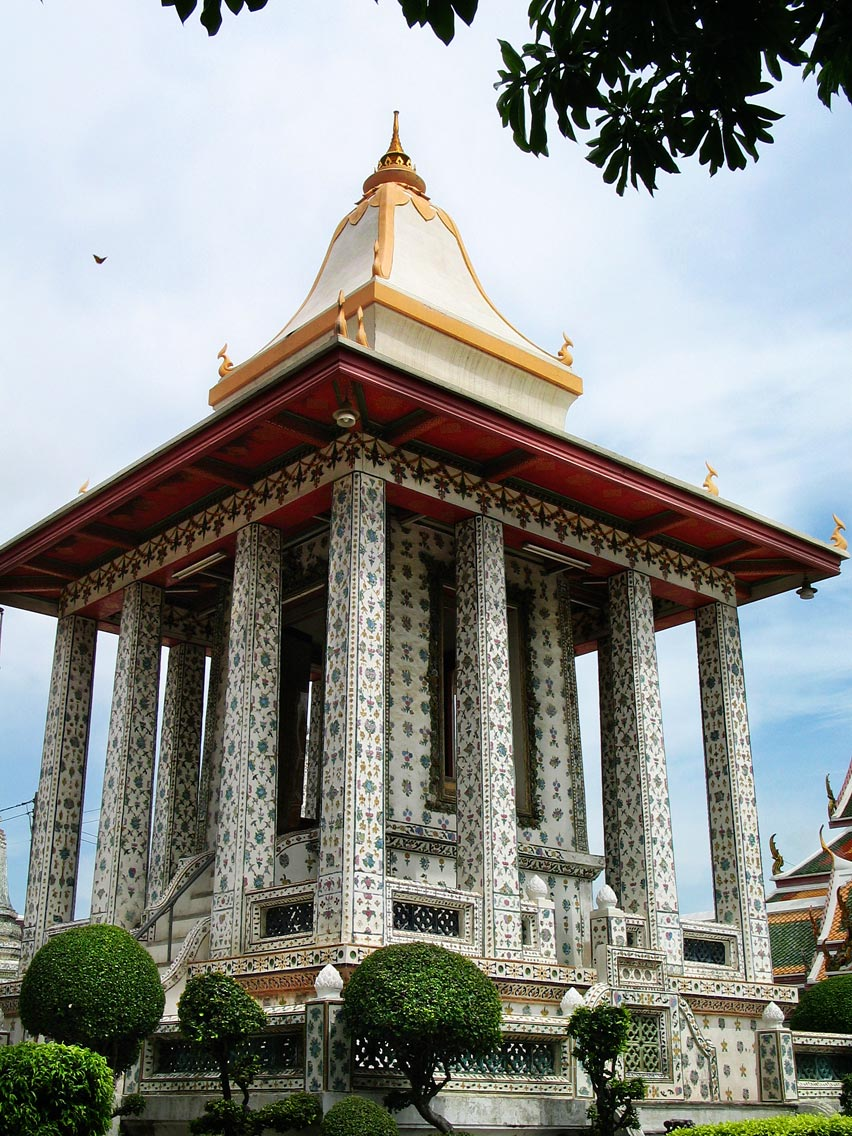
Wat Arun, Mondop des Fußabdrucks

Zwischen dem Wihan und dem Wandelgang der Ordinationshalle befindet sich ein luftiger Mondop. Seine weißen Außenwände sind mit einem Blumenmuster bedeckt. Im Innern befindet sich ein Fußabdruck des Buddha (Phra Bat). Nördlich des Mondop stehen zwei dreistöckige Glockentürme symmetrisch zum Wihan.

## Mythen
- Der zentrale Prang spiegelt den Aufbau des Kosmos gemäß der indisch beeinflussten Kosmologie Thailands wider: aus der Mitte des Weltmeeres erhebt sich der Weltenberg Meru, durch den großen Prang symbolisiert. Auf der Spitze des Berges Meru hat der Hindu-Gott Indra seinen Palast. Der Gott ist auf seinem Reittier, dem Elefanten Erawan ganz oben am Prang in alle vier Himmelsrichtungen blickend dargestellt. Den Berg umgeben die vier Kontinente (die vier kleineren Prangs). Die kleineren Prangs sind Phra Phai gewidmet, der Forscher Henry Alabaster nimmt an, dass dieser mit dem vedischen Vayu, dem Gott der Winde, identisch ist.[2]
- Die Chulamani-Pagode entstand der Legende nach, als Siddhartha Gautama den Weg in die Hauslosigkeit wählte und dazu als erstes mit seinem Schwert seine langen Haare abschnitt. Der Gott Sakka (Indra), der König der Götter, hatte schnell einen goldenen Korb zur Hand, mit dem er das Haar auffing. Im Tāvatimsa-Himmel[3] erschuf er sodann eine Pagode (Chedi), in der er die Haare als die erste Reliquie des Buddha einschloss. Er nannte diese Chedi die Chulamani-Chedi, welches „Schrein des Diadems“ bedeutet.

## Inspirationsquelle für ein Firmenlogo

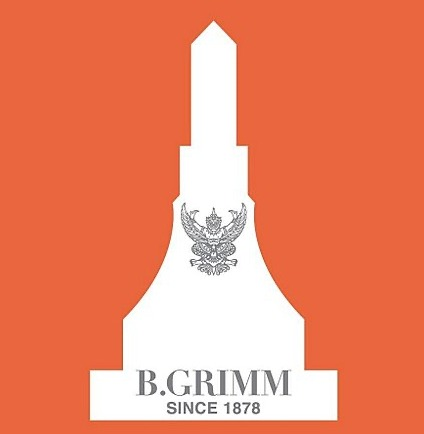
B.Grimm Firmenlogo in vertikaler Ausführung

Die turmartige Spitze des Wat Arun Phra Prang findet sich im Logo des im Jahre 1878 vom deutschen Chemiker Bernhard Grimm und seinem österreichischen Partner Erwin Müller gegründeten, heutzutage von Harald Link geführten, deutsch-thailändischen Unternehmen B.Grimm. Der Phra Prang wurde als Firmenlogo gewählt, weil die erste Niederlassung der B.Grimm & Co. am Ufer des Chao Phraya Flusses lag und den ‚Tempel des Morgenrot‘ überblickte. Die ursprüngliche Version des Firmenlogos zeigte Phra Prang auf der ersten Ebene mit dem Schriftzug „B.Grimm & Co.“, auf der zweiten Ebene mit dessen thailändischer Übersetzung „บี.กริม“ und dem Gründungsjahr 1878. Um die sich mit den Jahren verändernde, mehr und mehr internationale Ausrichtung des Unternehmens symbolisch auszudrücken, wurde das Firmenlogo moderner gestaltet, indem beispielsweise einige Verzierungen zur besseren Erkennbarkeit entfernt wurden, das Gesamtmuster jedoch erhalten blieb.